# Scuola nazionale di cinema
La Scuola nazionale di cinema (École nationale de cinéma) est historiquement la première école italienne de cinéma.
Elle fait partie du Centro sperimentale di cinematografia, même si historiquement elle était déjà en activité avant la fondation du centre, à l'époque sous le nom de Scuola nazionale di cinematografia, auprès de l'institut « Duca d'Aosta », via Foligno à Rome.
L'école a son siège à Rome et quatre sites à Milan, Turin, Palerme et L'Aquila. L'enseignement de base est assuré à Rome et les spécialisations se font sur les quatre autres sites.
Elle a noué de nombreux partenariats, en particulier avec l'institut Cinecittà Luce, les studios Cinecittà et Rai Cinema. La société CSC Production, souvent en collaboration avec d'autres entités, s'occupe de la réalisation des films des élèves : courts-métrages, longs-métrages et documentaires, et les co-produit.
Les enseignants sont à la fois des professeurs et de professionnels du cinéma italien. Ainsi, ont enseigné par le passé Gianni Amelio, Francesco Bruni, Theo Angelopoulos, Francesca Archibugi, Fabrizio Bentivoglio, Giuseppe Bertolucci, Suso Cecchi D'Amico, Cristina Comencini, Francis Ford Coppola, Vittorio De Seta, Matteo Garrone, Tullio Kezich, Spike Lee, Jeanne Moreau, Nanni Moretti, Ennio Morricone, Ferzan Özpetek, Nicola Piovani, Marco Risi, Sergio Rubini, Gabriele Salvatores, Martin Scorsese, Paolo Sorrentino, Giuseppe Tornatore, Wim Wenders et Lina Wertmüller .
Le recrutement des élèves se fait sur concours.